# Лангош (кулинария)

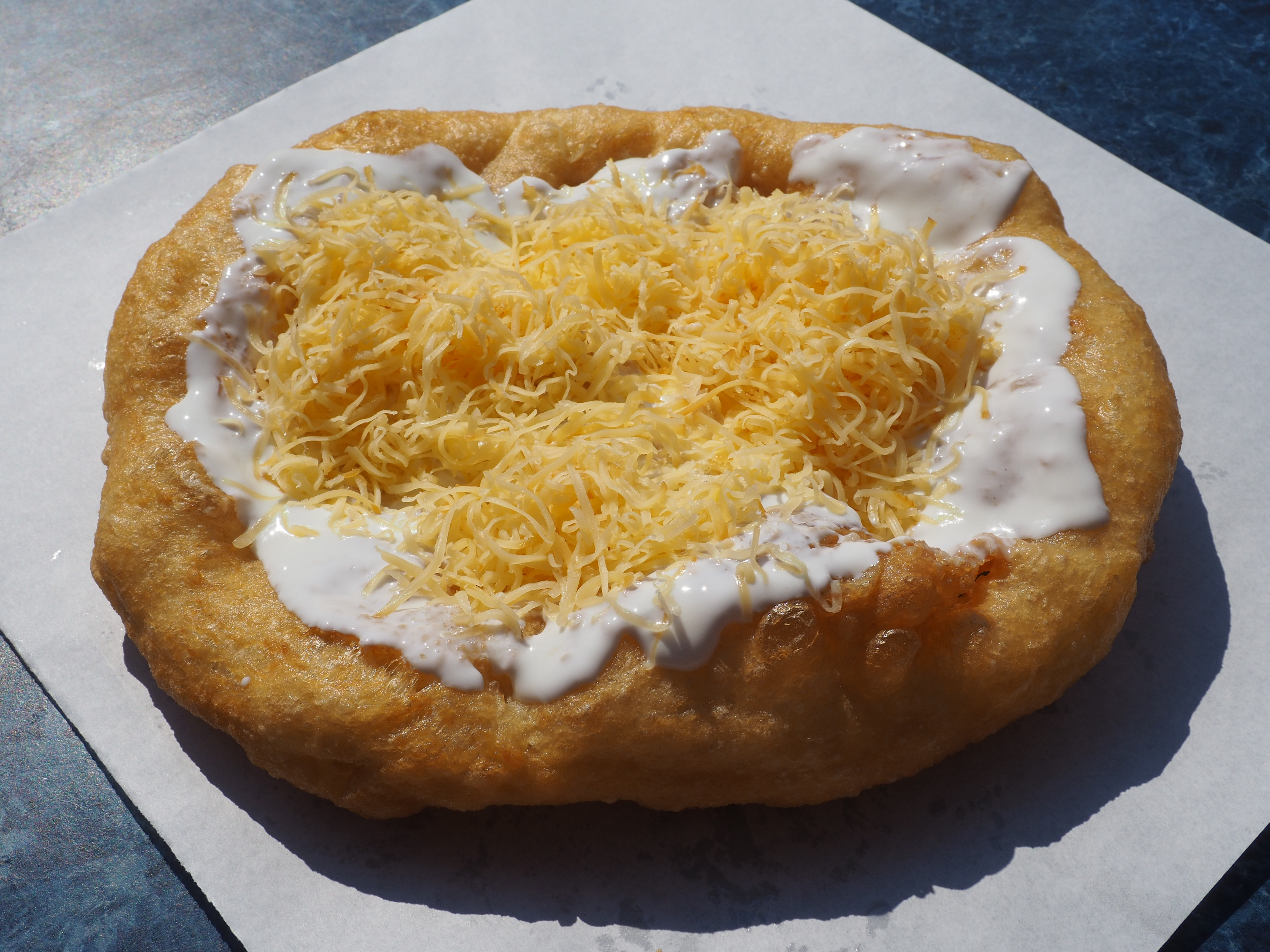
Лангош со сметаной и тёртым сыром

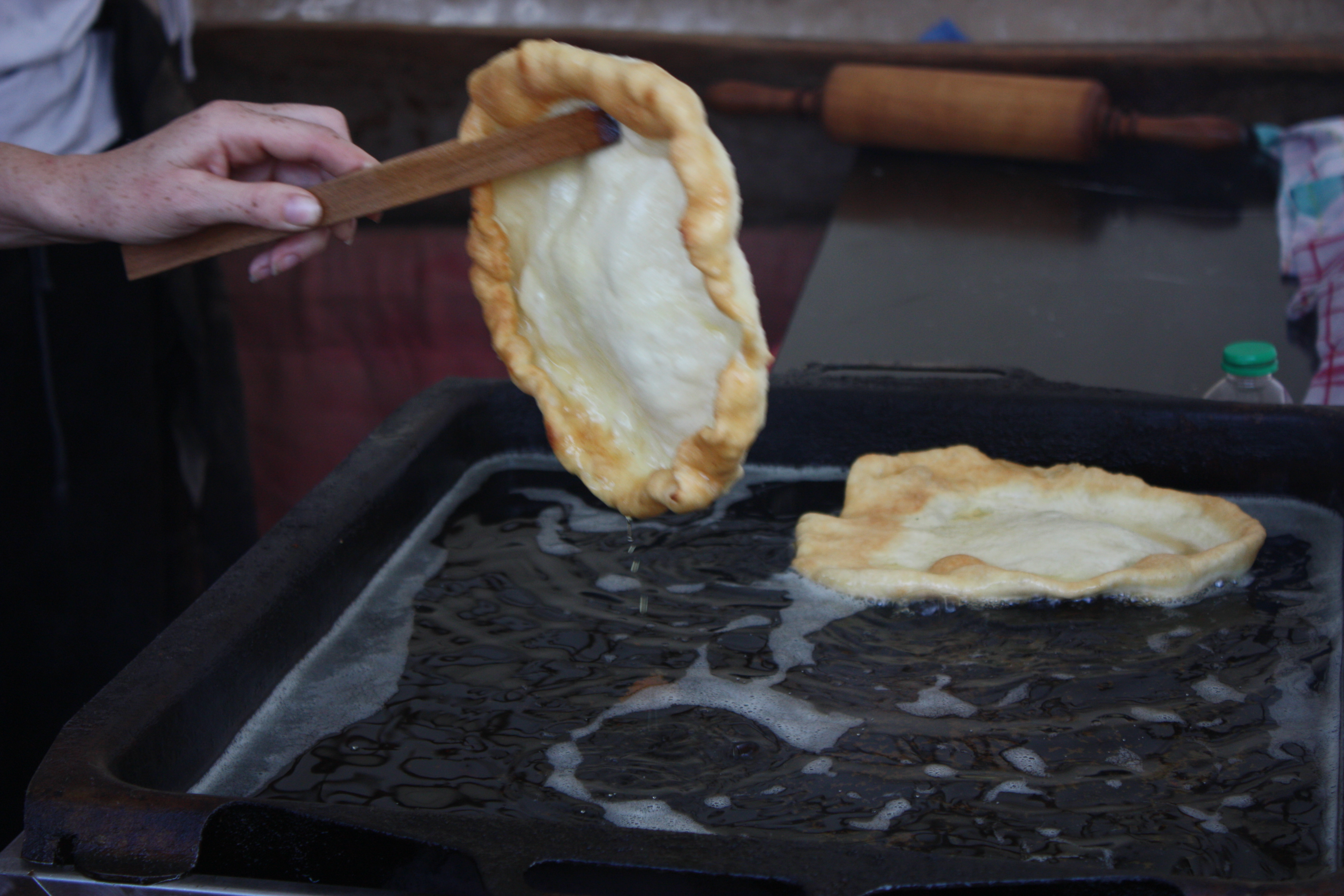
Поджаренный лангош

Ла́нгош (от венг. lángos — «пламенный») — блюдо венгерской кухни, обжаренные в кипящем масле лепешки из дрожжевого теста. В прошлом их готовили из остатков хлебного теста: пекли в кирпичной или глиняной печи, чтобы подавать горячими в качестве завтрака в день выпечки хлеба.
Подаются чаще всего с чесночным соусом, сметаной, сыром или же со всеми этими ингредиентами вместе. Лангош распространён в качестве фастфуда и ярмарочного угощения в Венгрии, Чехии, Словакии, Сербии, Румынии, Австрии, Германии. В некоторых источниках лангош упоминается как блюдо, попавшее в венгерскую кухню во время турецкого ига; в других же источниках его история уходит в древнеримские времена.

## Этимология и история

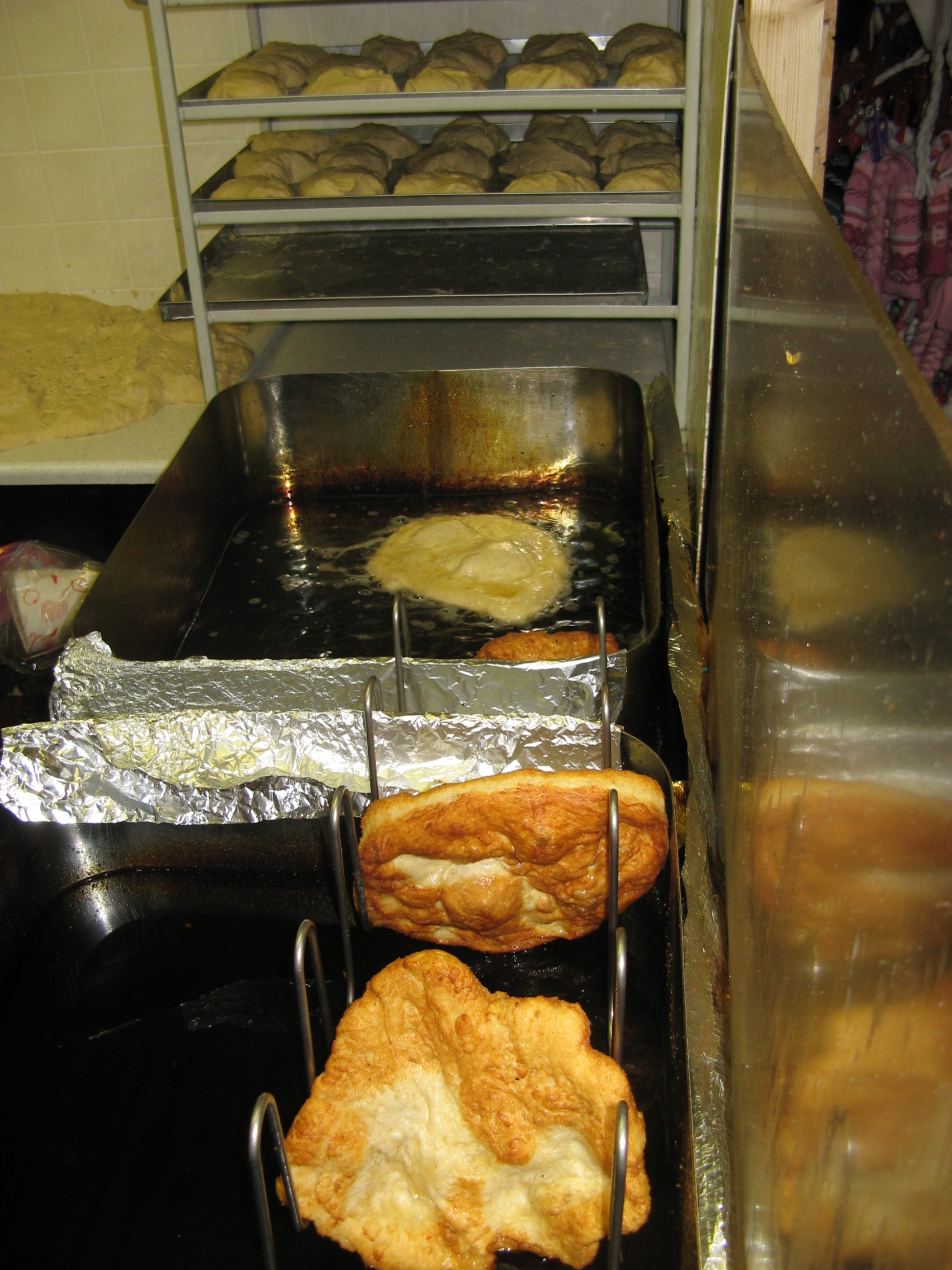
Лангоши у уличного торговца

Название блюда происходит от láng (ланг), венгерского слова со значением «пламя».
Вплоть до середины XX века хлеб выпекали раз в неделю из-за затрат на разогрев большой печи и длительного процесса замеса до 80 фунтов теста. Поскольку буханка хлеба, типичная для Венгрии, весила от 6 до 10 фунтов каждая, традиционно люди пекли меньшие (1-2 фунта) булочки «cipó» на вечер и на следующий день. Название lángos (буквально означающее «пламенный») происходит от того, что эти лепешки пекли утром, когда печь ещё была разогрета. Лангоши также использовались в качестве гарнира к обеду.
После прихода к власти коммунистов, когда в частных хозяйствах не было больших запасов муки, и когда почти все стали наемными работниками, работающими посменно, традиционная выпечка хлеба уменьшилась. Люди стали покупать хлеб в продовольственных магазинах в меньших количествах. Без остатков теста и без разогретой печи лангош не выпекался. После революции 1956 года снова был разрешен мелкий бизнес, и некоторые люди начали открывать небольшие пекарни на крупных рынках, чтобы продавать новый вид лангошей, жареных на сале или подсолнечном масле. Он стал очень популярным и вместе с сосисками «Hurka & kolbász» в 1960-х и 1970-х годах был уличной едой. До начала 80-х было всего 3 разновидности: простая (с чесноком и солью или без) и с капустой или картофелем в тесте. Первые новые рецепты, введенные в 80-х, были со сметаной и тёртым сыром. В середине 1980-х хот-доги и гамбургеры стали новыми любимыми блюдами уличной еды венгров, но в середине 90-х лангош вернулся со многими новыми видами и с тех пор распространился по всему миру.

## Вариации

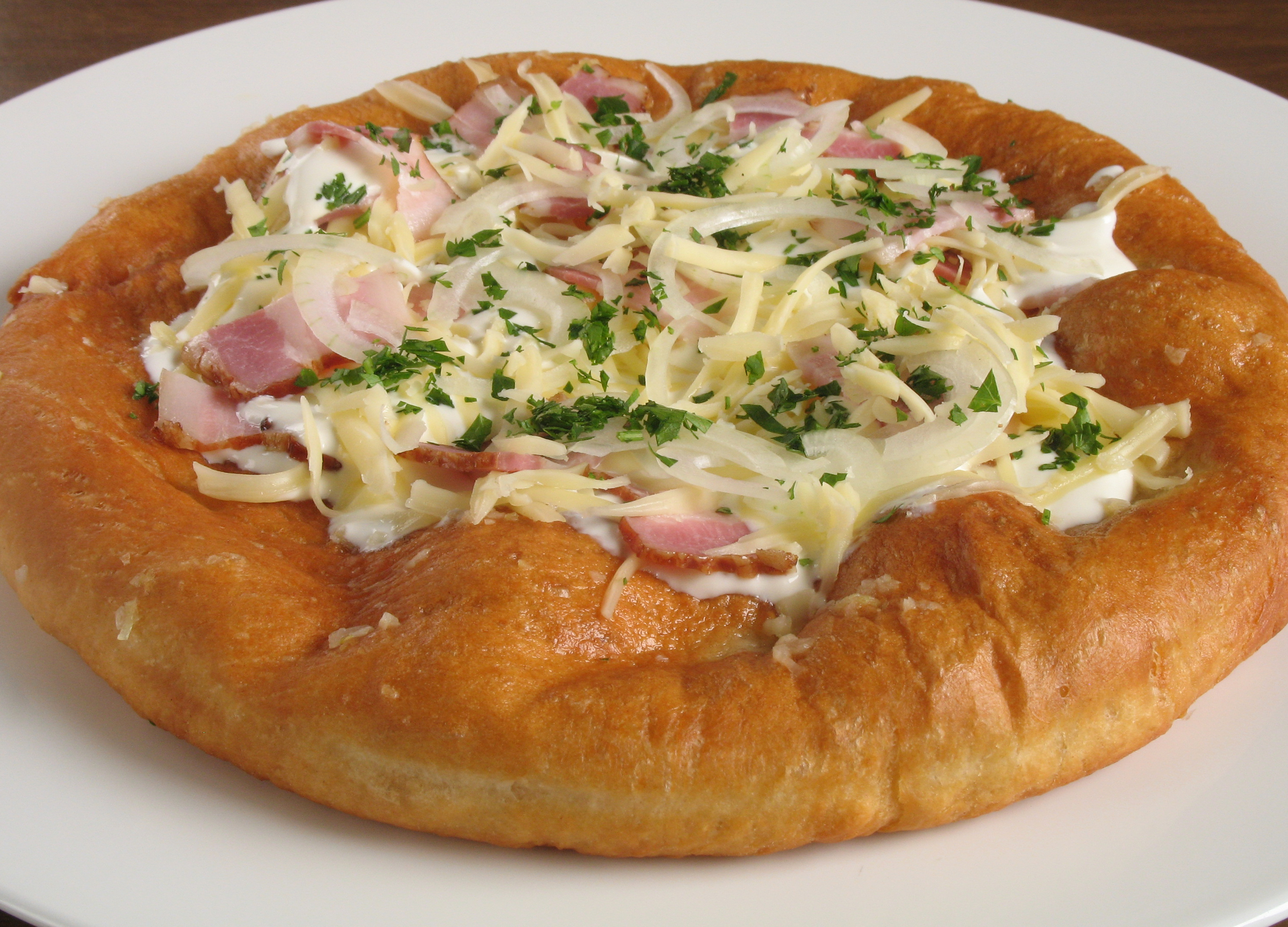
Лангош с тёртым сыром, сметаной, беконом, луком и петрушкой

Тесто для лангоша готовится из воды или молока, муки, дрожжей и соли. Ингредиенты перемешиваются вручную или в тестомесильной машине. Тесто в основном такое же, как тесто для пиццы, но оно не выпекается, а жарится в масле. Добавление в тесто сметаны, йогурта или картофельного пюре необязательно, но настоятельно рекомендуется, в последнем случае это называется картофельным лангошем (по-венгерски — krumplis lángos). Его едят свежим и тёплым, со сметаной и тертым сыром, или липтовским сыром, ветчиной или колбасой, а чаще всего без начинки, просто натёртый чесноком или чесночным маслом, или облитый чесночной водой. Другими ингредиентами и добавками могут быть грибы, творог, баклажаны, капуста, кефир, омлет, сахарная пудра или джем.
В начале 2000-х продавцы стали строить небольшие переносные глиняные печи и продавать запеченные в духовке лангоши, называемые kenyérlángos («хлебные лангоши»), на фестивалях и ярмарках. Хотя он и напоминает традиционный лангош, он больше похож на пиццу со сметаной, луком и беконом.

## Распространение
Лангош охотно едят круглый год. Поскольку это довольно доступная и простая еда, её часто продают на автовокзалах, ярмарках, местных рынках и во всех странах Восточной Европы во время местных праздников или спортивных мероприятий. Его продают во многих ресторанах быстрого питания не только Венгрии, но и Австрии, с которой связана венгерская история. В Австрии, особенно в Вене, лангош очень популярен в качестве фаст-фуда на ярмарках и в парках развлечений, таких как Пратер.
Он известен в Чехии, Словакии, Сербии и Хорватии как langoš (хотя в Сербии его часто называют мекика). В Словении он известен как langaš, а в Болгарии — как мекица. Он также является излюбленным кушаньем в Румынии (особенно в Трансильвании), где известен как langoși. Лангош также чрезвычайно распространён в Польше, где он известен как langosz, и в Великобритании, где он называется langos или «венгерский жареный хлеб».